# Фимоза
Фимоза (од грчке речи φῑμός - „зачепити уста“) отежана је, делимична или потпуна немогућеност превлачење кожице (препуцијума) мушког полног уда (пениса) преко његовог главића. У физиолошким условима, кожица мушког полног уда представља заштитни механизам организма, којим се спречава утицај спољашњих штетних фактора - како хемијских, тако и механичких, и на тај начин чува фина, рањива кожа тела пениса.
Развојна (физиолошка) фимоза код деце као и она која не изазива никакве потешкоће при мокрењу или обављању сексуалних функција не сматра се патолошким стањем. Међутим када се главић уда, као што је то случај код патолошке фимозе или парафимозе, не може ослободити кожице (у било ком стању или само при ерекцији), настаје поремећај који захтева лечење, због могућих компликација, уколико се правовремено не приступи лечењу.

## Епидемиологија
Према подацима из САД око 10% мушкараца до 3 године живота може имати физиолошку фимозу, док је нешто већи проценат деце која могу имати само делимични облик фимозе.
Један до пет одсто мушкараца имати неки од облика немогућности враћања препуцијума, до узраста од 16 година.
Само око 2% одраслих мушкараца има праву урођену фимозу - кад им је отвор на кожици пениса толико узак да омета нормално превлачење преко главића, а тиме и нормалне физиолошке функције.

## Етиологија
Према узроку који изазива њихов настанак, Фимозе могу бити физиолошке, урођене, и стечене.

### Физиолошка фимоза
Већина дечака се рађа са физиолошким фимозом (кожица им се не може превући преко главића уда). То је нормално стање. У првим годинама живота, физиолошка слепљења препуцијума са главићем пениса је природна појава која има за циљ заштиту главића од утицаја амонијака из мокраће.
Код већине деце препуцијум се потпуно одваја од главића уда током прве три године живота. Том природном процесу растезања кожице и одлепљивања од ткива главића, могу помоћи родитељи, који ће дечаку повремено растезати кожицу - посебно након купања, с обзиром да топла вода повољно утиче на еластичност коже.
Ако се кожица тешко превлачи преко главића, или се уопште не може превући, до треће године живота, то још није алармантно стање јер у трећој години живота готово 50% дечака још увек има физиолошку фимозу, тј. унутрашња страна препуцијума им је слепљена за главић уда. Ово стање не треба да забрињава родитеље - осим ако отвор препуцијума није толико узак да изазива сметње у отицању мокраће.
Ако дете отежано мокри или мокраћа отежано отиче у танком млазу, а на врху уда му се ствара балончић (испод коже) - неопходна је консултација са урологом. Дакле ако код детета у трећој години живота фимоза не нестане, обавезан је преглед урологом - који ће проценити у којем степену је фимоза присутна, као и да ли је потребно одстранити везе препуцијума и гланса уда или је можда потребно извршити оперативни захват - делимично или потпуно обрезивање.

## Патолошка фимоза
Као патолошко стање сматра се фимоза која се јавља код претходно нормалног превлачења кожице преко главића уда, или фiмоза која је присутна после пубертета.
Урођена фимоза
Патолошка урошена фимоза може се јавити када је кожица препуцијума урођено уска у пределу отвора.
Стечена фимоза
Овај облик фимозе може се јавити у било којој животној доби. Понекад се старији мушкарци стиде фимозе јер сматрају да се тако нешто дешава само деци, али она може настати код свих узраста као последица запаљењских процеса на главићу са последичним стварањем прираслица и немогућношћу њеног померања.
Тачан узрок фимозе још увек није познат. Претпоставља се, да може бити последица инфекције или дејства самог ејакулата на препуцијум уколико се не одржава редовна и адекватна хигијена после сексуалног односа.
Такође, особе које болују од повишеног нивоа шећера у крви могу имати склоност ка стварању фимозе.

### Парафимоза
Парафимоза, је једна од компликација фимозе мушког уда које се манифестује у немогућности да се кожица, која је ван ерекције превучена преко гланса, односно главића, врати преко главића, него остане као прстен чврсто стегнута око сужења испод обода главића (у коронарном сулкусу). Због поремећене циркулације крви, могу настати отеклине уз јаке болове, а нелечена може довести до гангрене уда.
- Разлика између парафимозе  и фимозе
- Парафимоза
- Фимоза

## Клиничка слика
Клиничком сликом фимозе доминирају следећи знаци и симптоми:
- Кожа која прекрива главић (препуцијум) не може се превући преко гланса уда.
- Код физиолошке фимозе, дете је узраста до три године и не постоје ожиљци на препуцијуму
- Формирање балончић испод коже препуцијума током мокрења
- Отежано мокрење са поремећајем млаза мокраће
- Појава инфекције главића услед задржавања мокраће у препуцијалној кеси
- Појава асцедентних инфекција мокраћних путева
- Заостајање мокраће у мокраћној бешици због отежаног пражњења
- Могућа појава болних сексуалних односа
- Код фимозе настале као последица запаљењског процеса, може се уочити бели фиброзни прстен на отвору препуцијума који онемогућава његово ширење

## Диференцијална дијагноза
Диференцијално дијагностички код фимозе и парафимозе треба имати у виду следеће болести:
- Акутну ангиоедем
- Алергијски контактни дерматитис
- Анасарка
- Баланитис,
- Баланпоститис
- Облитерирајући кератобаланитис
- Целулитис
- Страно тело, укључујући длаке, конац, метални предмет, или гумицу
- Ујед инсекта
- Карцином пениса
- Прелом пениса
- Хематом пениса

## Терапија
Физиолошку фимозе није потребно лечити, већ се саветује родитељима да приликом купања, у топлој води, превлаче кожицу преко главића како би се повећала њена еластичност.
Како се процесом старења кожица олабављује, код 98-99% осамнаестогодишњака постиже се нормално превлачење кожице преко главића уда. Лечење се стога може одложити до периода после пубертета.

### Конзервативно лечење
Метода растезања
Метода растезања кожице или Божеова метода је физиолошки поступак који се примењује код деце и одраслих. Заснива се на овладавању правилном техником мастурбације код одраслих мушкараца као и редовним вежбама истезања препуцијума превлачењем кожице. Превлачење се ради уназад, у страну и унапред све до границе затегнутости, а зависно од степена фимозе вежбе се раде ручно или уз помоћ апарата за истезање (идеално пеан, у недостатку истог се препоручују штапићи за уши, а постоје и посебни прстенови који се носе тако да препуцијум истежу дужи период дана). У кожици (препуцијуму) која се редовно, правилно и дуже време растеже, настаје умножавање ћелија као одговор на наведене облике надражаја. Кад се притисак врши током дужег времена, код око 86% пацијената (према једној студији) за око 6 недеља кожица постаје лабавија и проширенија, што јој омогућава нормално превлачење преко главића уда.
Лечење стероидима
Примена стероидних масти, као метода лечења фимозе, почела је да се користи од 90-их година 20. века. Заснива се на чињеници да стероиди (бетаметазон, мометазон флуроат и кортизон), подстичу раст и ширење кожице, а уједно и разбијају прираслице. Предности лечења локалним стероидима заснивају се на: нехируршком лечењу које смањује ризик, не делује траумом, а цена лечења је нижа од пластичне операције.

### Оперативно лечење
Оперативни захвати код фимозе врше се до пубертета, а ретко и раније. За разлику од ранијег периода оперативно лечење, поготово агресивније методе попут циркумцизије, остављају се само за теже облике фимозе где истезање или терапија кортико препаратима није дала ефекта. Најчешћи облици лечења су:
Циркумцизија
Циркумцизија или обрезивање је традиционална метода решавања проблема фимозе. Интервенција се изводи у амбулантним условима тако што се једним делом или у целости хируршки одстрани препуцијум. Интервенција се ради под локалном анестезијом, тако да је пацијент свестан током операције, али не осећа бол. Опоравак траје око 3 недеље.
Препуциопластика
Ово је хируршка метода у којој се пластичном операцију кожица и препуцијумски отвор шире до потребне величине. Предности препуциопластике су бржи и безболнији опоравак, мање компликација и очување препуцијума.
- Оперативно лечење фимозе препуциопластиком, по фазама
- Фимоза код дечака пре операције[17]
- Сужени део препуцијума
- Рез на кожи препуцијума
- Заустављање крварења термокаутером

- Резултат оперативно лечење фимозе препуциопластиком, након 6 месеци
- Увучен препуцијум
- Превучен препуцијум

## Компликације
Фимоза може да постоји, а да при томе не изазива било какве симптоме. Међутим у већини случајева, ако се не лечи, може да пре или касније изазове следеће компликације:
- Инфекција — праћена црвенилом, сврабом или печењем.
- Болови — који су израженији током сексуалног односа
- Отежано мокрење
- Парафимоза.[18]
- Проблеми са потенцијом — која може прећи и у импотенцију
- Пренос инфекције на сексуалног партнера.
- Стварање ожиљних промена — праћено сужењем и патолошки измењеном кожицом (препуцијума). Таква промена је подложна пуцању, а пукотине које настану тешко зарастају и дуго су болне. А када једном зарасту, због ожиљних промена, још више отежавају превлачење кожице, све док оно не постане немогуће и при опуштеном стању уда. Тада се стварају нови услови за настанак бактеријске или гљивичне инфекције са свим пратећим компликацијама.[19]
- Малигна алтерација — којој погодује хронична инфекција препуцијума која прелази у неко врсту преканцерозних стања мушког полног органа — карцинома главића и препуцијума. Настали карцином се тешко лечи, често захтева делимичну или потпуна ампутација (одсецање) уда и других делова гениталија, а неретко доводи и до смртног исхода.